# Hitzelrode
Hitzelrode ist ein Ortsteil der Gemeinde Meinhard im nordhessischen Werra-Meißner-Kreis. 

## Geographische Lage
Hitzelrode liegt 4 km nördlich von Grebendorf, dem Gemeindesitz von Meinhard. Es befindet sich zwischen den Bergen der Gobert, in dem sich die "Hessische Schweiz bei Meinhard" ausbreitet, und liegt am Oberlauf des rechtsseitigen Werra-Zuflusses Mühlbach (auch Motzbach genannt). Im Dorf treffen sich die Landesstraßen 3403, die über Motzenrode und Jestädt zur Bundesstraße 249 führt, und 3424, die dorthin über Neuerode und Grebendorf verläuft.

## Geschichte
Die älteste bekannte schriftliche Erwähnung von Hitzelrode erfolgte im Jahr 1308.
Zum 1. April 1972 wurde die bis dahin selbständige Gemeinde Hitzelrode im Zuge der Gebietsreform in Hessen auf freiwilliger Basis in die 1971 neu gegründete Gemeinde Meinhard eingemeindet.

## Bevölkerung
Einwohnerstruktur 2011
Nach den Erhebungen des Zensus 2011 lebten am Stichtag dem 9. Mai 2011 in Hitzelrode 183 Einwohner. Darunter waren 3 (1,6 %) Ausländer. Nach dem Lebensalter waren 24 Einwohner unter 18 Jahren, 63 zwischen 18 und 49, 48 zwischen 50 und 64 und 51 Einwohner waren älter. Die Einwohner lebten in 78 Haushalten. Davon waren 15 Singlehaushalte, 21 Paare ohne Kinder und 27 Paare mit Kindern, sowie 12 Alleinerziehende und 3 Wohngemeinschaften. In 18 Haushalten lebten ausschließlich Senioren und in 42 Haushaltungen lebten keine Senioren.
Einwohnerentwicklung
| • 1747: | 31 Haushaltungen |

| Hitzelrode: Einwohnerzahlen von 1834 bis 2020 | Hitzelrode: Einwohnerzahlen von 1834 bis 2020 | Hitzelrode: Einwohnerzahlen von 1834 bis 2020 | Hitzelrode: Einwohnerzahlen von 1834 bis 2020 | Hitzelrode: Einwohnerzahlen von 1834 bis 2020 |
| --- | --------------------------------------------- | --------------------------------------------- | --------------------------------------------- | --------------------------------------------- |
| Jahr |                                               |                                               |                                               | Einwohner                                     |
| 1834 | 1834                                          |                                               | 178                                           | 178                                           |
| 1840 | 1840                                          |                                               | 190                                           | 190                                           |
| 1846 | 1846                                          |                                               | 179                                           | 179                                           |
| 1852 | 1852                                          |                                               | 171                                           | 171                                           |
| 1858 | 1858                                          |                                               | 161                                           | 161                                           |
| 1864 | 1864                                          |                                               | 154                                           | 154                                           |
| 1871 | 1871                                          |                                               | 162                                           | 162                                           |
| 1875 | 1875                                          |                                               | 153                                           | 153                                           |
| 1885 | 1885                                          |                                               | 133                                           | 133                                           |
| 1895 | 1895                                          |                                               | 124                                           | 124                                           |
| 1905 | 1905                                          |                                               | 142                                           | 142                                           |
| 1910 | 1910                                          |                                               | 151                                           | 151                                           |
| 1925 | 1925                                          |                                               | 124                                           | 124                                           |
| 1939 | 1939                                          |                                               | 135                                           | 135                                           |
| 1946 | 1946                                          |                                               | 201                                           | 201                                           |
| 1950 | 1950                                          |                                               | 196                                           | 196                                           |
| 1956 | 1956                                          |                                               | 167                                           | 167                                           |
| 1961 | 1961                                          |                                               | 167                                           | 167                                           |
| 1967 | 1967                                          |                                               | 221                                           | 221                                           |
| 1970 | 1970                                          |                                               | 183                                           | 183                                           |
| 1980 | 1980                                          |                                               | ?                                             | ?                                             |
| 1990 | 1990                                          |                                               | ?                                             | ?                                             |
| 2000 | 2000                                          |                                               | ?                                             | ?                                             |
| 2011 | 2011                                          |                                               | 183                                           | 183                                           |
| 2015 | 2015                                          |                                               | 187                                           | 187                                           |
| 2020 | 2020                                          |                                               | 209                                           | 209                                           |
| Datenquelle: Historisches Gemeindeverzeichnis für Hessen: Die Bevölkerung der Gemeinden 1834 bis 1967. Wiesbaden: Hessisches Statistisches Landesamt, 1968. Weitere Quellen: LAGIS; Gemeinde Meinhard; Zensus 2011 |                                               |                                               |                                               |                                               |

## Religion
Die evangelische Kirchengemeinde Hitzelrode gehört zum Kirchspiel Jestädt. Die Kirche wurde im Jahre 1855 erbaut. Der Turm stammt noch aus der Zeit vor der Reformation.
Historische Religionszugehörigkeit
| • 1885: | 133 evangelische (= 100 %) Einwohner                               |
| • 1961: | 124 evangelische (= 74,25 %), 38 katholische (= 22,75 %) Einwohner |

## Politik
Ortsvorsteher ist nach der Kommunalwahl in Hessen 2021 Erwin Roth (SPD).

## Sehenswürdigkeiten
- Renovierte Dorfkirche
- Rundanger
- Fachwerkhäuser
- Premium-Wanderweg P4, der vom Deutschen Wanderinstitut mit dem Wandersiegel zertifiziert wurde und rund um den Ort durch die Hessische Schweiz führt
- ehemaliger Grenzverlauf der BRD und DDR (Teilstück einer Grenzanlage noch vorhanden)
- alte Kultstätte Wolfstisch
- Kalkfelsen „Pferdeloch“, „Hohe Bahn“ und „Salzfrau“
- seltene Pflanzen konnten sich hier behaupten